# Anania
Pour les articles homonymes, voir Anania.
Genre
Anania est un genre d'insectes de l'ordre des lépidoptères, de la famille des Crambidae.

## Liste des espèces rencontrées en Europe
Selon Fauna Europaea (20 février 2017) :
- Anania coronata ou synonyme ancien Phlyctaenia coronata (Hufnagel, 1767) - la pyrale du sureau
- Anania crocealis
- Anania funebris - le botys à huit taches
- Anania fuscalis
- Anania hortulata ou synonyme ancien Eurrhypara hortulata (Linnaeus, 1758) - la pyrale de l'ortie
- Anania lancealis ou synonyme ancien Perinephela lancealis (Denis & Schiffermüller, 1775) - la pyrale de l'eupatoire ou le botys lancéolé
- Anania luctualis
- Anania oberthuri
- Anania perlucidalis ou synonyme ancien Phlyctaenia perlucidalis (Hübner, 1809) - le botys des marais
- Anania stachydalis ou synonyme ancien Phlyctaenia stachydalis (Germar, 1821) - le botys des épiaires
- Anania terrealis
- Anania testacealis
- Anania verbascalis - le botys du bouillon-blanc

## Synonymie
- Algedonia Lederer, 1863
- Ebulea Doubleday, 1849
- Eurrhypara Hübner, 1825
- Opsibotys Warren, 1890
- Perinephela Hübner, 1825
- Phlyctaenia Hübner, 1825